# Whitley Heights
Whitley Heights è un quartiere residenziale parte del distretto di Hollywood nella città di Los Angeles California.
Prese il nome dall'imprenditore Hobart Johnstone Whitley detto il padre di Hollywood ed appartiene al National Register of Historic Places dal 1982.
Nel 1918 Whitley commissionò all'architetto Alfred Smith Barnes il progetto di Whitley Heights come villaggio in stile mediterraneo edificando così il terreno in pendio che si trova appena sopra alla oggi celebre Hollywood Boulevard.
Divenne la prima comunità abitata dalle celebrità del nascente mondo del cinema.
I confini del quartiere sono a nord e ad est la Cahuenga Boulevard, ad ovest la Highland Avenue e a sud la Franklin Avenue.
Il quartiere sovrasta il distretto turistico di Hollywood incluse le celebri attrazioni Hollywood Walk of Fame, Grauman's Chinese Theatre e l'anfiteatro Hollywood Bowl.